# Baris Önes
Baris Önes (* 9. Mai 1985 in Hamburg) ist ein deutscher Jurist und Politiker der Sozialdemokratischen Partei Deutschlands (SPD). Er ist seit 2020 Mitglied der Hamburgischen Bürgerschaft.

## Leben
Baris Önes ist das Kind einer türkischen Arbeiterfamilie. Er ist in Hamburg geboren und im Stadtteil Billstedt aufgewachsen. Auf dem Gymnasium Billstedt, heute Kurt-Körber-Gymnasium, legte er 2006 das Abitur ab, absolvierte den Zivildienst im Rauhen Haus und studierte dann Rechtswissenschaften an der Universität Hamburg und an der Universidad Autonoma de Madrid. Nach dem 1. Staatsexamen absolvierte Önes sein Referendariat am Oberlandesgericht Celle und beendete dieses mit dem 2. Staatsexamen. Derzeit (Stand Mai 2020) arbeitet Önes für den öffentlichen IT-Dienstleister Dataport in Hamburg.

## Politik
Önes wurde 2006 Mitglied der SPD und bekleidet seitdem diverse Parteiämter. Er ist Mitglied in den Vorständen der SPD Hamburg-Mitte und SPD Billstedt.
Außerdem setzt sich Önes als Vorsitzender des Arbeitskreises Migration und Vielfalt für eine diversitätsbewusste Parteiarbeit und Repräsentation nach außen ein. Ein besonderes Anliegen ist Önes, nach eigener Aussage, die Förderung der Chancengleichheit.
Baris Önes setzt sich für mehr Vielfalt in Parlamenten ein. Darunter versteht er nicht nur die Vertretung von Menschen mit Migrationshintergrund, sondern auch einen höheren Frauenanteil in den Parlamenten. Deshalb nahm er im Juli 2020 als Vertreter der Hamburger Politik an der Kampagne „Wir brauchen Parität“ des Landesfrauenrats Hamburg und des Deutschen Frauenrats teil.
Bei der Bürgerschaftswahl 2020 zog Önes über die Landesliste der SPD mit dem stadtweit besten Personenstimmenergebnis (13.908) in die Hamburgische Bürgerschaft ein.
Als Mitglied der 22. Hamburgischen Bürgerschaft ist Önes Mitglied im Haushaltsausschuss, im Ausschuss für Öffentliche Unternehmen sowie im Ausschuss für Gleichstellung und Antidiskriminierung.
Während der Corona-Pandemie setzte sich der Önes für eine Anpassung der Überbrückungshilfe für Solo-Selbstständige ein, so dass auch der Lebensunterhalt und die Wohnkosten bezuschusst werden.
Der SPD-Haushaltspolitiker Baris Önes setzte sich für die Entbürokratisierung öffentlicher Vergaben ein, so dass in Zukunft Aufträge unter 100.000 Euro schneller durchgeführt werden können. Hierbei betonte Önes, dass die Anwendung sozialer oder ökologischer Vergabekriterien oder der Tariftreue weiterhin Bestand haben. Die Bieter können künftig ihre Angebote beispielsweise per E-Mail einreichen oder nur einmal jährlich ihre Eignung unter Beweis stellen.
Önes war im Jahr 2023 Schirmherr des Bettermakers-Menschenrechtspreis, mit dem jährlich Einzelpersonen und (Schul-)Gruppen ausgezeichnet werden, die sich in besonderer Weise für Menschenrechte engagieren.
RTL berichtete über die Aktivitäten von Önes bei TikTok. Hierzu begleitete ihn das Kamerateam bei seiner Arbeit als Abgeordneter im Hamburger Stadtteil Billstedt.
Im Abgeordnetenbüro von Önes läuft ein Praktikantenprogramm mit dem Jugendliche dazu motiviert werden, sich gesellschaftlich und politisch zu betätigen.
Önes hat sich durch Veranstaltungen mit dem Mieterverein Hamburg und der Einbringung einer schriftlichen Kleinen Anfrage ("Horrende Fernwärme-Abrechnungen in Mümmelmannsberg: Welche Entwicklung gibt es?") dafür eingesetzt, dass die Fernwärme-Abrechnungen von Mieterinnen und Mietern überprüft werden. Damit soll erreicht werden, dass keine ungerechtfertigten Nachzahlungen geleistet werden müssen.